# Manuel Baum
Manuel Baum (Landshut, 30 augustus 1979) is een Duits voetbaltrainer. Hij werd in december 2020 ontslagen als hoofdtrainer bij Schalke 04.

## Trainerscarrière
Baum was als voetballers slecht actief als amateur en in die lagere regionen begon hij ook zijn trainersloopbaan. Hij was eindverantwoordelijke bij achtereenvolgens FC Unterföhring en FT Starnberg 09. In 2011 werd hij als assistent van Heiko Herrlich aangesteld bij Unterhaching. In januari 2014 stelde die club Baum aan als hoofdtrainer van het eerste elftal. Na zijn vertrek aan het einde van het seizoen werd hij jeugdtrainer bij FC Augsburg. In december 2016 mocht hij het stokje overnemen van Dirk Schuster als hoofdcoach van Augsburg. Dit bleef hij tot april 2019. Na zijn ontslag werd hij in juli 2019 aangesteld als coach van Duitsland –20. In september 2020 werd hij aangesteld als nieuwe hoofdtrainer van Schalke, dat David Wagner had ontslagen na tegenvallende resultaten. Enkele maanden later onderging Baum hetzelfde lot als zijn voorganger, in december 2020 werd hij ook de laan uit gestuurd. Hij werd tijdelijk opgevolgd door Huub Stevens.